# Hunyad
Hunyad (hongrois : Hunyad ou Hunyad vármegye ; allemand : Eisenmarkt ; latin : Comitatus Hunyadiensis ; roumain : Hunedoara) est un comitat du royaume de Hongrie et de la principauté de Transylvanie qui a existé entre le XIIIe siècle et 1711 puis à nouveau après 1867 et jusqu'en 1918.

## Localisation
Le comitat de Hunyad avait une superficie de 7 809 km2 pour une population de 350 135 habitants en 1910. Il s'étendait dans les Monts Retezat, dans les Carpates du sud, le long de la vallée du Mureș et de son affluent la Strei.
Il était limité au nord par le comitat de Torda-Aranyos, à l'est par les comitats d'Alsó-Fehér et de Szeben, au sud par la frontière avec le royaume de Roumanie et à l'ouest avec les comitats de Krassó-Szörény et Arad.

## Histoire
Apparu en 1265 sous le nom de Hungnod dans un catalogue fiscal ecclésiastique, le Quietus redditus, le comitat de Hunyad disparaît en 1711 lors de l'établissement des nouveaux Bezirke par l'empereur Charles III d'Autriche, puis est rétabli, mais avec des limites légèrement modifiées, après le Compromis austro-hongrois de 1867 qui supprime la principauté de Transylvanie.
En décembre 1918, le comitat devient un județ du royaume de Roumanie, ce qui est officialisé par le traité de Trianon en 1920.
La plus grande partie de son territoire actuel est incluse dans l'actuel județ de Hunedoara. Une petite partie au nord a été intégrée au județ d'Alba et la zone sud-ouest au județ de Caraș-Severin.

## Population
En 1900, le comitat comptait 302 838 habitants dont 257 013 Roumains (84,87 %), 32 316 Hongrois (10,67 %) et 9 189 Allemands (3,03 %).
En 1910, le comitat comptait 340 135 habitants dont 271 675 Roumains (79,87 %), 52 720 Hongrois (15,50 %), 8 101 Allemands (2,38 %) et 1 024 Slovaques (0,30 %).

## Organisation administrative
Le comitat de Hunyad était composé de quatre districts urbains et de dix districts ruraux.
| District    | Chef-lieu   |
| ----------- | ----------- |
| Déva        | Déva        |
| Hátszeg     | Hátszeg     |
| Szászváros  | Szászváros  |
| Vajdahunyad | Vajdahunyad |

| District    | Chef-lieu   |
| ----------- | ----------- |
| Algyógy     | Algyógy     |
| Brád        | Brád        |
| Déva        | Déva        |
| Hátszeg     | Hátszeg     |
| Körösbánya  | Körösbánya  |
| Marosillye  | Marosillye  |
| Petrozsény  | Petrozsény  |
| Puj         | Puj         |
| Szászváros  | Szászváros  |
| Vajdahunyad | Vajdahunyad |